# UoSAT 4
UoSAT 4 (auch UoSAT-OSCAR 15) ist ein britischer Amateurfunksatellit.
Er wurde an der University of Surrey gebaut und am 22. Januar 1990 als Sekundärnutzlast zusammen mit dem französischen Erdbeobachtungssatelliten Spot 2 mit einer Ariane-40-Rakete am Raumfahrtzentrum Guayana (Rampe ELA-2) in einen Low Earth Orbit gestartet.
Der Satellit wurde für Packet Radio verwendet, geriet aber nach zwei Tagen außer Betrieb.